# Direktiva o ocenjevanju in urejanju hrupa v okolju
Direktiva o ocenjevanju in urejanju hrupa v okolju (2002/49/ES) je direktiva Evropske unije, ki z namenom, da se izogne, prepreči ali zmanjša škodljive učinke hrupa v okolju določa metode ocenjevanja hrupa v okolju, z uporabo metod kartiranja hrupa ocenjuje izpostavljenost prebivalcev hrupu, zagotavlja dostop informacij o hrupu v okolju in njegovih učinkih javnosti ter nalaga državam članicam Evropske unije izdelavo operativnega programa varstva pred hrupom. 
Direktiva zagotavlja skupen pristop držav članic Evropske unije k urejanju hrupa v okolju z namenom preprečevanja ali zmanjševanja škodljivih učinkov hrupa na zdravje ljudi. Hrup v okolju se ocenjuje za:  
- pomembne ceste, to so odseki avtocest, hitrih, glavnih in regionalnih cest, ki jih prevozi več kot 3 milijone vozil na leto;

- pomembne železniške proge, to so odseki glavnih ali regionalnih železniških prog, ki jih letno prevozi več kot 30.000 vlakov;

- večja letališča, to so letališča z več kot 50.000 pristanki ali vzleti letal in
- mesta z več kot 100.000 prebivalci.

Direktiva je bila leta 2015 spremenjena z Direktivo o določitvi skupnih metod ocenjevanja hrupa  (2015/996), ki je spremenila njeno Prilogo 2 - Metode ocenjevanja vrednosti kazalcev hrupa in s tem za vse države članice Evropske unije uvedla skupne metode ocenjevanja hrupa temelječe na matematičnem modelu razširjanja hrupa.   
Direktiva je bila v letu 2020 spremenjena z Direktivo o določitvi metod ocenjevanja škodljivih učinkov okoljskega hrupa (2020/367), ki je spremenila njeno Prilogo 3 - Metode ocenjevanja škodljivih učinkov.   
V slovenski pravni je direktiva prenesena z Zakonom o varstvu okolja, Uredbo o ocenjevanju in urejanju hrupa v okolju in Pravilnikom o prvem ocenjevanju in obratovalnem monitoringu za vire hrupa ter o pogojih za njegovo izvajanje. 